# Atmosphäreneinfang
Atmosphäreneinfang (engl. Aerocapture) bezeichnet eine Technik, mit der die Geschwindigkeit eines Raumfahrzeuges, das auf einer hyperbolischen Flugbahn an einem Himmelskörper mit relativ dichter Atmosphäre ankommt, so weit verringert werden kann, dass es in eine Umlaufbahn eintritt. Als Resultat umkreist das Raumfahrzeug den Himmelskörper nach diesem Manöver auf einer elliptischen Umlaufbahn mit der Folge, dass es sein Schwerefeld ohne weiteren Antrieb nicht mehr verlassen kann.
Besitzt der Himmelskörper keine nennenswerte Atmosphäre, so kann an diesem Himmelskörper auch kein Atmosphäreneinfang durchgeführt werden.

## Vorgang

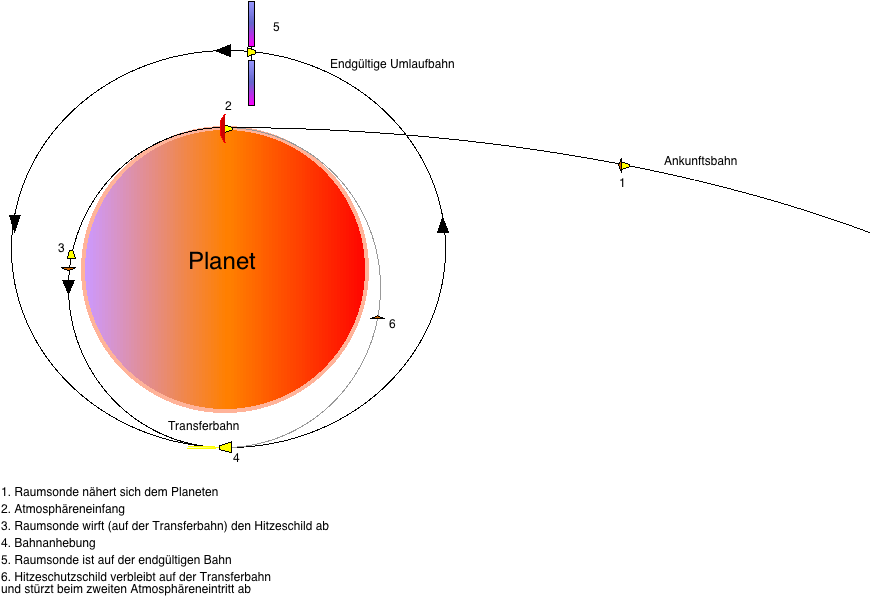
Die verschiedenen Schritte beim Atmosphäreneinfang

Um das Raumfahrzeug abzubremsen, nähert es sich dem Himmelskörper so sehr an, dass es die obere Atmosphäre streifend durchfliegt. Wegen der dabei auftretenden großen Reibungshitze benötigt es einen Hitzeschild.
Der Grad der Abbremsung hängt stark von der Flughöhe ab, diese ist daher kritisch und setzt genaue Kenntnis der Atmosphäre wie auch der Flugbahn voraus:
- Bei einem zu tiefen Anflug werden Erhitzung und Abbremsung zu groß.
- Bei einem zu hohen Anflug besteht die Gefahr, dass das Raumfahrzeug von der Atmosphäre abprallt und unkontrolliert auf eine nutzlose Bahn gerät.

Nach dem Atmosphäreneinfang hat sich die Fluggeschwindigkeit des Raumflugkörpers unter die Fluchtgeschwindigkeit des Himmelskörpers verringert. Er tritt deshalb in eine elliptische Umlaufbahn um ihn ein, d. h. mit einer Exzentrizität kleiner 1. Der planetennächste Punkt (Periapsis) befindet sich dabei tief innerhalb der Atmosphäre. Deshalb muss das Raumfahrzeug noch während des ersten Umlaufs im Apoapsis (planetenfernster Punkt) mit seinem Triebwerk die Bahn anheben (d. h. wieder beschleunigen), um das Periapsis über die Atmosphäre zu heben, da es ansonsten nach einem vollständigen Umlauf wieder in die Atmosphäre eintreten und abstürzen würde.
Eine weniger große Bahnanhebung mit dem Ziel, während der weiteren Umläufe durch Atmosphärenbremsung (Aerobraking) weiter abzubremsen, ist ebenfalls möglich. Dies ist eine Methode mit geringem Treibstoffverbrauch, um die Exzentrizität der elliptischen Umlaufbahn zu verringern.

## Missionen
Bislang wurde diese Technik nur bei zwei Raumsonden eingesetzt. Zond 6 und Zond 7 sind jeweils nach einer fast kompletten Umkreisung der Erde und einem Atmosphäreneinfang über dem Indischen Ozean wieder in die Atmosphäre eingetreten, um zur Landung anzusetzen.
Die erste Sonde, die mit einem Atmosphäreneinfang einen anderen Planeten erreichen sollte, war Mars Odyssey. Wie viele andere Planungen der NASA wurde dies allerdings nicht umgesetzt, stattdessen nutzte die Sonde einen Raketenantrieb, um abzubremsen.